# Sthenarus rotermundi
Sthenarus rotermundi is een wants uit de familie van de blindwantsen (Miridae). De soort werd het eerst wetenschappelijk beschreven door Scholtz in 1847.

## Uiterlijk
De redelijk ovaal gevormde blindwants is, als volwassen dier, altijd macropteer (langvleugelig) en kan 3,5 tot 4 mm lang worden. De wants is witgrijs of geelgrijs en heeft witte en zilverkleurige haartjes op het lichaam. Over de voorvleugels lopen in het midden donkere lijnen in de lengte. Het uiteinde van het hoornachtige gedeelte van de voorvleugels, de cuneus is rood met witte buitenranden. De antennes zijn geheel lichtgeel. De pootjes ook maar de dijen en schenen zijn meestal voor een deel rood. De schenen hebben bovendien zwarte stippen met stekels er op.

## Leefwijze
De soort leeft voornamelijk op populieren zoals witte abeel (Populus alba), ratelpopulier (Populus tremula) en grauwe abeel (Populus ×canescens) waar de volwassen dieren van mei tot augustus aangetroffen worden. De wants overwintert als eitje en er is één enkele generatie per jaar

## Leefgebied
Het verspreidingsgebied van de wants is Palearctisch, van Europa tot het Midden-Oosten en de Kaukasus in Azië. In Nederland is de soort algemeen.